# دستور بلجيكا

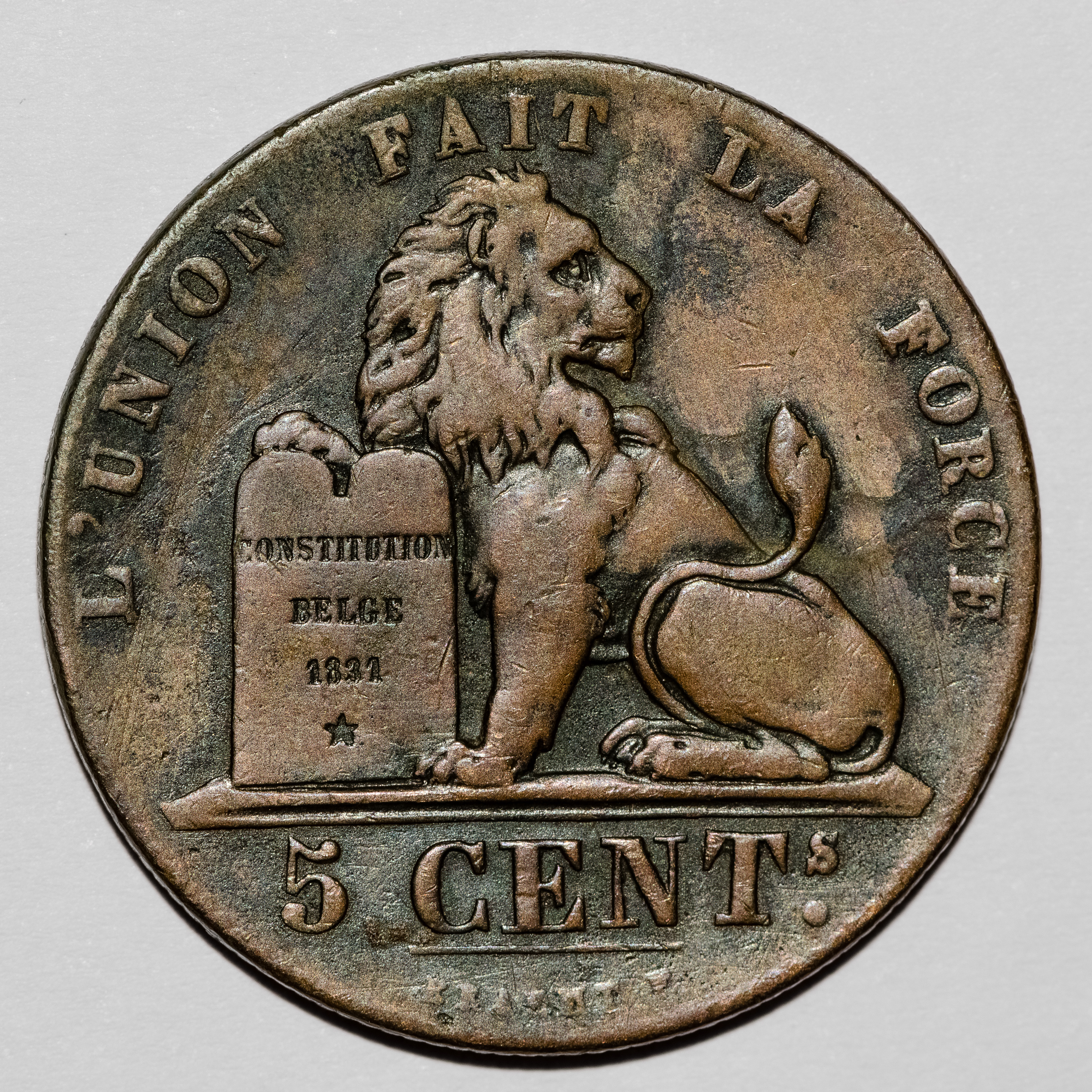
تصوير لدستور عام 1831 على عملة معدنية بلجيكية، ويحرسه الأسد البلجيكي.

دستور بلجيكا (بالهولندية: Belgische Grondwet، وبالفرنسية: Constitution belge، وبالألمانية:Verfassung Belgiens) يعود إلى عام 1831. ومنذ ذلك التاريخ، أصبحت بلجيكا ملكية برلمانية تطبق مبادئ المسؤولية الوزارية لسياسة الحكومة وفصل السلطات. أسس الدستور بلجيكا كدولة وحدوية مركزية. ولكن منذ عام 1970، عبر إصلاحات الدولة المتعاقبة، تطورت بلجيكا بشكل تدريجي لتصبح دولة اتحادية.
طرأ آخر تغيير جذري على الدستور في عام 1993، وبعد ذلك نُشر في نسخة مجددة من الجريدة الرسمية البلجيكية. وكان من أهم التغييرات إحداث محكمة التحكيم التي وسعت صلاحياتها بموجب قانون خاص في عام 2003، ليشمل الباب الثاني (المواد من 8 إلى 32)، والمواد 170 و172 و191 من الدستور. وتبعًا لذلك تطورت المحكمة لتصبح محكمة دستورية، وفي مايو 2007 أعيد تشكيلها رسميًا لتكون المحكمة الدستورية. وتتمتع هذه المحكمة بسلطة دراسة القوانين والمراسيم ومدى تقيدها بالباب الثاني والمواد 170 و172 و191.                  

## الجوانب التاريخية

### الأصول
أُسس الدستور البلجيكي لعام 1831 عقب انفصال بلجيكا عن مملكة الأراضي المنخفضة المتحدة في الثورة البلجيكية. وبعد النجاح الأولي للثورة، انعقد مؤتمر وطني منتخب في نوفمبر 1830 لوضع نظام سياسي للدولة الفتية. استعرض أعضاء المؤتمر الوطني مجموعة متنوعة من المثل السياسية، لكن الغالبية العظمى دعمت «اتحاد المعارضين» الذي ظهر قبل الثورة. وجمع هذا الليبراليين المعتدلين مع الكاثوليك الذين يميلون إلى الحرية. مثل ما وصف ثلاثة مؤرخين حديثين:
كان دستور عام 1831 حلًا وسطًا بين ملاك الأراضي ورجال الدين من ناحية والطبقة الوسطى الليبرالية من ناحية أخرى. كانت القوى المحافظة على استعداد للتكيف مع التغيرات الحتمية في المجتمع، لكن هذه الرغبة كانت تهدف إلى الحفاظ على الارتباط العضوي بالماضي ومنع التغيير الجذري. وأظهرت الطبقة الوسطى الليبرالية ضبط النفس، وهو رد فعل نمطي لليبرالية المبكرة، على الرغم من رغبتها بإصلاح جذري منظم بهدف توسيعها.
وكانت النتيجة «تسوية متزنة بدقة» مزجت بعض الجوانب الليبرالية الراديكالية بأخلاقيات محافظة صارمة. وكانت الدساتير الفرنسية السابقة للأعوام 1791 و1814 و1830 مصدر إلهام لهم، كما الدستور الهولندي لعام 1814، والمبادئ الدستورية الإنجليزية. تأسست بلجيكا كملكية دستورية بنظام تشريعي ثنائي. وطُبق فصل السلطات بين السلطات التنفيذية والتشريعية والقضائية. وكفل الدستور حريات التعبير والتعليم والدين والصحافة، على الرغم من أن حق التصويت كان محدودًا جدًا بمؤهلات ضريبة الأملاك. ووضع الدستور أيضًا الكنيسة الكاثوليكية في وضع متميز مع أنه كان دستورًا ليبراليًا في كثير من النواحي. ومُنحت الكنيسة موقعًا مفضلاً مع الحفاظ على استقلالها مع تطبيق الفصل بين الكنيسة والدولة. واكتملت مسودة الوثيقة في 7 فبراير 1831.  

كان دستور عام 1831 رمزًا وطنيًا واضحًا للقومية البلجيكية طوال القرن التاسع عشر. وخلص أ. ف. ديسي، المنظر القانوني البريطاني، إلى أن الوثيقة البلجيكية «تقترب حقًا من أن تكون نسخة مكتوبة للدستور الإنجليزي». وقد ألهمت الحركات الليبرالية المعاصرة في دول أوروبية أخرى، بما في ذلك الدنمارك التي اعتمدت دستورًا في عام 1849 والذي استند صراحة إلى الدستور البلجيكي. كتب المؤرخ ج. أ. هوغود:
سرعان ما حل الدستور البلجيكي لعام 1831 محل الدستور الإسباني لعام 1812 -باستثناء بعض المناطق المعزولة النائية في أوروبا اللاتينية وأمريكا اللاتينية- باعتباره ضوء المنارة لليبراليين والراديكاليين الذين لم يقفوا حتى الآن إلى اليسار. والذين أرادوا الإطاحة بجميع الملكيات واستبدالها بالجمهوريات. حينما كانت الملكية الدستورية المقيدة هي المثالية  ظهرت بلجيكا الملك ليوبولد كمثال ساطع. كان دستورها «يحوي كل شيء»؛ سيادة الشعب معترف بها بوضوح، يستمد فيها الملك وسلالته مكانتهم بسبب أداء اليمين لاحترام الدستور، ونظام تشريعي ثنائي، يُنتخب وفقه كلا المجلسين عبر الشعب، وقضاء مستقل، ورجال دين تدفع لهم الدولة لكنهم مستقلون، وإعلان حقوق المواطن على أساس صارم وفقًا لمبادئ 1776 و1789، التي يحمل الدستور في طياته ما يفوقها أيضًا.  

### التطور اللاحق
أسس دستور 1831 بلجيكا في الأصل كدولة موحدة منظمة على ثلاثة مستويات: المستوى الوطني والمقاطعات والبلديات. أعاد إصلاح الدولة في بلجيكا تشكيل النظام السياسي البلجيكي إلى نموذج اتحادي ينطوي على تعديلات كبيرة على الوثيقة الأصلية.
وكُتبت النسخة الرسمية من دستور عام 1831 باللغة الفرنسية ولم تكن مفهومة إلا لجزء من السكان الوطنيين. ثم اعتُمدت نسخة رسمية باللغة الهولندية فقط في عام 1967. وحتى ذلك الوقت، كان النص الهولندي مجرد ترجمة دون قيمة قانونية. وهناك نسخة رسمية باللغة الألمانية من الدستور منذ عام 1991.  

## الجوانب القانونية

### بلجيكا الاتحادية، مكوناتها وأراضيها
منذ عام 1993، نصت المادة الأولى من الدستور على أن بلجيكا دولة اتحادية تتكون من المجتمعات والأقاليم. وهذا يعني أن هناك نوعين من الكيانات المفوضة على نفس المستوى، مع عدم إعطاء الأسبقية لأحدها على الآخر.
تقسم المادة 2 بلجيكا إلى ثلاثة مجتمعات: المجتمع الفلمنكي والمجتمع الفرنسي والمجتمع الناطق بالألمانية، بينما تقسم المادة 3 بلجيكا إلى ثلاث مناطق: المنطقة الفلمنكية وإقليم فالونيا وإقليم بروكسل. تقسم المادة 4 بلجيكا إلى أربع مناطق لغوية: منطقة اللغة الهولندية ومنطقة اللغة الفرنسية ومنطقة ثنائية اللغة (الفرنسية والهولندية) في بروكسل العاصمة ومنطقة اللغة الألمانية. كل بلدية في المملكة هي جزء من أحد هذه المناطق اللغوية الأربعة فقط. لا يمكن تغيير أو تصحيح حدود المناطق اللغوية إلا بقانون مدعوم بأغلبية محددة لكل مجموعة لغوية في مجلسها.
تقسم المادة 5 الإقليم الفلمنكي وإقليم فالونيا إلى خمس مقاطعات لكل منهما، وتتوقع إعادة التقسيم الإقليمية المحتملة للإقليم البلجيكي في المستقبل. تحدد المادة 6 أنه لا يمكن تقسيم المقاطعات إلا بموجب القانون. ولا يجوز تغيير أو تصحيح حدود الدولة والمقاطعات والبلديات إلا بموجب القانون (المادة 7). 

### أهداف السياسة العامة
في عام 2007، أدرج باب مكرر في الدستور البلجيكي، بعنوان «أهداف السياسة العامة لبلجيكا الاتحادية والمجتمعات والمناطق»، والذي يتضمن حتى الآن مادة واحدة فقط: المادة 7 المكررة. وتنص هذه المادة على ما يلي: «تسعى الدولة الاتحادية والمجتمعات والمناطق، في ممارسة اختصاصاتها، إلى تحقيق أهداف التنمية المستدامة بأبعادها الاجتماعية والاقتصادية والبيئية، مع مراعاة التضامن بين الأجيال». ونُشر القانون الذي أدرج هذه المادة في الجريدة الرسمية البلجيكية في 26 أبريل 2007.

## وصلات خارجية
دستور بلجيكا الصادر عام 1831 شاملا تعديلاته لغاية عام 2014 (باللغة العربية)